# Stazione di Percianti-Arianello
La stazione di Percianti-Arianello era una fermata ferroviaria ubicata lungo la linea Avellino-Rocchetta Sant'Antonio. Serviva le frazioni di Percianti, situata nel comune di Montefalcione, e di Arianello, situata nel comune di Lapio, distanti rispettivamente 1 e 2,5 km dalla fermata.

## Storia
La fermata, raggiungibile solo tramite una stradina da Percianti e un sentiero da Arianello, venne attivata nel 1939, per servire le località rurali della zona. Aveva un'importanza limitata e fu soppressa nel 1986.
L'esercizio ferroviario sulla linea, invece, è stato sospeso il 12 dicembre 2010, e riattivato a partire dal 2016 per treni turistici.

## Strutture e impianti
La fermata era dotata di un binario passante per il servizio passeggeri.
A causa del terremoto del 1980, che sconvolse le zone dell'Irpinia, il fabbricato viaggiatori (una casa cantoniera) di cui era dotata la stazione venne sostituito con una struttura prefabbricata ancora oggi visibile e vandalizzata negli anni di chiusura della linea.